# Festa de la Immaculada Concepció
La Festa de la Immaculada Concepció celebra la creença en la Immaculada Concepció de la Mare de Déu. Se celebra el 8 de desembre, nou mesos abans de la festa de la Nativitat de Maria, que se celebra el 8 de setembre. La Immaculada Concepció és una de les festes marianes més importants del calendari litúrgic de l'Església Catòlica Romana, i se celebra a tot el món.
Per designació i decret pontificals, és el dia de la festa patronal de l'Argentina, Brasil, Corea, Nicaragua, Paraguai, Filipines, Espanya, Estats Units, Uruguai i Itàlia. Per decret reial, també es designa com a Patrona de Portugal. És celebrada per l'Església Catòlica Romana i per algunes altres esglésies cristianes protestants estretament relacionades, però no per l'Església ortodoxa, l'Església ortodoxa oriental i l'Església de l'Orient.
La festa esdevingué solemnitat per primera vegada el 6 de desembre de 1708 sota la butlla papal Comissi Nobis Divinitus pel papa Climent XI i se celebra amb misses, cercaviles, focs artificials, processons, menjars ètnics i festes culturals en honor de la Mare de Déu i es considera generalment un Dia de la Família, sobretot en molts països catòlics.

## Història
El Cristianisme oriental primer celebrava la Festa de la Concepció de la Mare de Déu Santíssima i Tota Pura el 9 de desembre, potser abans del segle v a Síria. El títol original de la festa es focalitzava en Santa Anna, que és la mare de Maria. Al segle vii, la festa ja era molt coneguda a l'Orient. No obstant això, quan l'Església de l'Est va anomenar Maria com a «immaculada», aquesta doctrina encara no estava definida.
La majoria dels cristians ortodoxos no accepten la definició escolàstica de la preservació de Maria del pecat original abans del seu naixement, tal com es va definir posteriorment a l'Església occidental després del Gran Cisma de 1054. Després que la festa fos introduïda a l'Església occidental al segle viii, es va començar a celebrar el 8 de desembre. Es va estendre des de la zona romana d'Orient del sud d'Itàlia fins a Normandia durant el període de domini normand sobre el sud d'Itàlia. Des d'allà es va estendre a Anglaterra, França, Alemanya i, finalment, Roma.
El 1568, el papa Pius V va revisar el Breviari romà, i tot i que als franciscans se'ls va permetre conservar l'Ofici i la missa escrits per Bernardo dei Busti, aquest ofici va ser suprimit per a la resta de l'Església, i l'ofici de la Nativitat de la Verge. En canvi, es va substituir la paraula «Concepció» per «Nativitat».
D'acord amb la butlla papal Commissi Nobis Divinitus, amb data del 6 de desembre de 1708, Climent XI va ordenar la celebració de la festa d'aleshores ençà. D'altra banda, el papa va demanar que la butlla sigui notariada a la Santa Seu i copiada i reproduïda per la seva difusió.
Abans de la definició del papa Pius IX de la Immaculada Concepció com a dogma catòlic romà el 1854, la majoria dels missals s'hi referien com a Festa de la Concepció de la Santíssima Mare de Déu. Els textos festius d'aquest període es van centrar més en l'acció de la seva concepció que en la qüestió teològica de la seva preservació del pecat original. Un missal publicat a Anglaterra el 1806 mostra com alguns dels textos eren els mateixos per a la festa de la Nativitat de la Santíssima Verge Maria que per aquesta festa.
El primer pas cap a qualificar la concepció de Maria com a «immaculada» va arribar al segle xi. Al segle xv, Sixt IV, tot promovent la festa, va tolerar explícitament tant els punts de vista dels que van promoure la Immaculada Concepció com els que van desafiar aquesta descripció, una posició posteriorment avalada pel Concili de Trento.
Al Missal Medieval Sarum només es refereix al fet de la seva concepció en parlar de la festivitat. El 1854, Pius IX va emetre la constitució apostòlica Ineffabilis Deus : "La Mare de Santíssima Mare de Déu, en el primer instant de la seva concepció, per una gràcia i privilegi singular atorgats per Déu totpoderós, davant dels mèrits de Jesucrist, el salvador de la humanitat, es va conservar lliure de tota taca de pecat original." Això no va suposar cap canvi real en la doctrina, sinó que va ser la primera definició formal del dogma.
Segons les Normes universals de l'Any Litúrgic i el Calendari, quan la solemnitat de la Immaculada Concepció, que es produeix sempre dins l'Advent, recau en un diumenge, es trasllada al dilluns següent. El Codi de Rúbrica de 1960, observat per alguns d'acord amb Summorum Pontificum, dona la preferència de la festa de la Immaculada Concepció fins i tot un diumenge d'Advent.